# John Baring, VII barone Ashburton
John Francis Harcourt Baring, VII barone Ashburton (2 novembre 1928 – 6 ottobre 2020), è stato un nobile e dirigente d'azienda britannico.

## Biografia
John Baring nacque il 2 novembre 1928 ed era il figlio maggiore di Alexander Baring, VI barone Ashburton, e di Doris Mary Thérèse Harcourt. I suoi nonni materni erano Lewis Harcourt, I visconte Harcourt, e Mary Ethel Burns, figlia di Walter Hayes Burns, nipote di Junius Spencer Morgan e del banchiere statunitense John Pierpont Morgan.
Venne educato all'Eton College e al Trinity College dell'Università di Oxford.
Nella sua carriera di dirigente d'azienda fu direttore di Trafford Park Estates dal 1964 al 1977, direttore di Royal Insurance dal 1964 al 1982, direttore di Pye Holdings dal 1967 al 1979, presidente del consiglio di amministrazione di Barings Bank dal 1974 al 1989, direttore di Dunlop Holdings dal 1981 al 1984, direttore di British Petroleum dal 1982 al 1992, direttore della Bank of England dal 1983 al 1991, direttore della public limited company Barings dal 1985 al 1989 e presidente del consiglio di amministrazione di British Petroleum dal 1992 al 1995. Ha fatto parte dei consigli di amministrazione di Jaguar, Dunlop Rubber e RSA Insurance Group.
Il 12 giugno 1991, alla morte del padre, divenne il VII barone Ashburton.
Dal 1990 al 1994 ricoprì l'incarico di Lord Warden of the Stannaries.
Morì serenamente nella sua residenza il 6 ottobre 2020 all'età di 91 anni. È sepolto cimitero della chiesa di San Giovanni Evangelista a Northington.

## Vita personale
Il 25 novembre 1955 si sposò con Susan Mary Renwick, figlia di Robert Renwick, I barone Renwick, e della sua prima moglie, Dorothy Mary Parkes. Ebbero quattro figli:
- Lucinda (Mary Louise) "Lucy" Baring (nata il 20 ottobre 1956). Sposata con Michael John Wilmont Malet Vaughan, figlio di John Vaughan, VIII conte di Lisburne. Hanno tre figli: Emma, Sophie e Edward.
- Mark (Francis Robert) Baring (nato il 17 agosto 1958). Sposato con Miranda Caroline Moncrieff. Hanno quattro figli: Aurea, Fred, Patrick e Flora.
- Rose Theresa Baring (nata il 7 dicembre 1961). Sposata con Barnaby Hugh Rogerson. Hanno due figlie: Molly e Hannah.
- Alexander Nicholas John "Zam" Baring (nato il 15 febbraio 1964). Sposato con Lucy Caroline Fraser, figlia del generale David Fraser e Julia Frances Oldridge de la Hey. Hanno quattro figli: Olive, William, Anna e Alfred.

Lord Ashburton e la sua prima moglie divorziarono nel 1984.
Dopo il suo divorzio, lord Ashburton rimase celibe per tre anni. Nel 1987 si risposò con Sarah Cornelia Spencer-Churchill, figlia di John Spencer-Churchill e Angela Mary Culme-Seymour. I suoi nonni paterni erano John Strange Spencer-Churchill e lady Gwendoline Theresa Mary Bertie. John Strange Spencer-Churchill era figlio di lord Randolph Henry Churchill e di sua moglie Jennie Jerome. Era anche fratello di Winston Churchill, Primo ministro del Regno Unito. Lady Ashburton fu direttrice di Borderline  e ha tre figli da un precedente matrimonio. Questi sono Peregrine Crewe, Emma Crewe (sposata con Nicholas Vester, hanno due figli Cleo e Scarlet) e Bel Crewe (che ha due figli: Jack Badger e Molly Megan).
Lord Ashburton non ebbe figli dal suo secondo matrimonio.

## Ascendenza
|                                          |                             |                                           | Genitori                                   |  |  | Nonni |  |  | Bisnonni                                 |  |  | Trisnonni                                |  |
|                                          |                             |                                           |                                            |  |  |       |  |  | 8. Alexander Baring, IV barone Ashburton |  |  | 16. Francis Baring, III barone Ashburton |  |
|                                          |                             |                                           |                                            |  |  |       |  |  | 8. Alexander Baring, IV barone Ashburton |  |  | 16. Francis Baring, III barone Ashburton |  |
|                                          |                             | 17. Hortense Eugenie Claire Maret         |                                            |  |  |       |  |  | 8. Alexander Baring, IV barone Ashburton |  |  |                                          |  |
| 4. Francis Baring, V barone Ashburton    |                             |                                           |                                            |  |  |       |  |  | 8. Alexander Baring, IV barone Ashburton |  |  |                                          |  |
|                                          |                             | 9. Leonora Caroline Digby                 | 18. Edward Digby, IX barone Digby          |  |  |       |  |  |                                          |  |  |                                          |  |
|                                          |                             | 9. Leonora Caroline Digby                 | 18. Edward Digby, IX barone Digby          |  |  |       |  |  |                                          |  |  |                                          |  |
|                                          |                             | 9. Leonora Caroline Digby                 | 19. Theresa Fox-Strangways                 |  |  |       |  |  |                                          |  |  |                                          |  |
| 2. Alexander Baring, VI barone Ashburton |                             | 9. Leonora Caroline Digby                 |                                            |  |  |       |  |  |                                          |  |  |                                          |  |
|                                          |                             | 10. Francis Wheler Hood, IV visconte Hood | 20. Samuel Hood-Tibbits, III viscontr Hood |  |  |       |  |  |                                          |  |  |                                          |  |
|                                          |                             | 10. Francis Wheler Hood, IV visconte Hood | 20. Samuel Hood-Tibbits, III viscontr Hood |  |  |       |  |  |                                          |  |  |                                          |  |
|                                          |                             | 10. Francis Wheler Hood, IV visconte Hood | 21. Mary Isabella Tibbits                  |  |  |       |  |  |                                          |  |  |                                          |  |
| 5. Mabel Edith Hood                      |                             | 10. Francis Wheler Hood, IV visconte Hood |                                            |  |  |       |  |  |                                          |  |  |                                          |  |
|                                          |                             | 11. Edith Lydia Drummond Ward             | 22. Arthur Wellesley Ward                  |  |  |       |  |  |                                          |  |  |                                          |  |
|                                          |                             | 11. Edith Lydia Drummond Ward             | 22. Arthur Wellesley Ward                  |  |  |       |  |  |                                          |  |  |                                          |  |
|                                          |                             | 11. Edith Lydia Drummond Ward             | 23. Catherine Anne Houlton                 |  |  |       |  |  |                                          |  |  |                                          |  |
| 1. John Baring, VII barone Ashburton     |                             | 11. Edith Lydia Drummond Ward             |                                            |  |  |       |  |  |                                          |  |  |                                          |  |
|                                          | 12. William Vernon Harcourt | 24. William Vernon Harcourt               |                                            |  |  |       |  |  |                                          |  |  |                                          |  |
|                                          | 12. William Vernon Harcourt | 24. William Vernon Harcourt               |                                            |  |  |       |  |  |                                          |  |  |                                          |  |
|                                          | 12. William Vernon Harcourt | 25. Matilda Mary Gooch                    |                                            |  |  |       |  |  |                                          |  |  |                                          |  |
| 6. Lewis Harcourt, I visconte Harcourt   | 12. William Vernon Harcourt |                                           |                                            |  |  |       |  |  |                                          |  |  |                                          |  |
|                                          |                             | 13. Mary Theresa Lister                   | 26. Thomas Henry Lister                    |  |  |       |  |  |                                          |  |  |                                          |  |
|                                          |                             | 13. Mary Theresa Lister                   | 26. Thomas Henry Lister                    |  |  |       |  |  |                                          |  |  |                                          |  |
|                                          |                             | 13. Mary Theresa Lister                   | 27. Mary Theresa Villiers                  |  |  |       |  |  |                                          |  |  |                                          |  |
| 3. Doris Mary Thérèse Harcourt           |                             | 13. Mary Theresa Lister                   |                                            |  |  |       |  |  |                                          |  |  |                                          |  |
|                                          |                             | 14. Walter Hayes Burns                    | 28. William Burns                          |  |  |       |  |  |                                          |  |  |                                          |  |
|                                          |                             | 14. Walter Hayes Burns                    | 28. William Burns                          |  |  |       |  |  |                                          |  |  |                                          |  |
|                                          |                             | 14. Walter Hayes Burns                    | 29. Mary Leaming Fisher                    |  |  |       |  |  |                                          |  |  |                                          |  |
| 7. Mary Burnes                           |                             | 14. Walter Hayes Burns                    |                                            |  |  |       |  |  |                                          |  |  |                                          |  |
|                                          |                             | 15. Mary Lyman Morgan                     | 30. Junius Spencer Morgan                  |  |  |       |  |  |                                          |  |  |                                          |  |
|                                          |                             | 15. Mary Lyman Morgan                     | 30. Junius Spencer Morgan                  |  |  |       |  |  |                                          |  |  |                                          |  |
|                                          |                             | 15. Mary Lyman Morgan                     | 31. Juliet Pierpont                        |  |  |       |  |  |                                          |  |  |                                          |  |
|                                          |                             | 15. Mary Lyman Morgan                     |                                            |  |  |       |  |  |                                          |  |  |                                          |  |